# María Jesús Seguel
María Jesús Seguel Tagle (8 de octubre de 1984) es una velerista chilena.
Ha ganado el Campeonato de América del Sur de la clase Snipe en 2019; la  medalla de oro en los Juegos Suramericanos de Playa de 2019; y las medallas de plata en los Juegos Suramericanos de 2018; los Juegos Bolivarianos de 2017; y el campeonato nacional de Chile de la clase Snipe en 2017, 2018 y 2019. Todo ello como tripulante de su hermano Matías Seguel.